# Roseta (música)

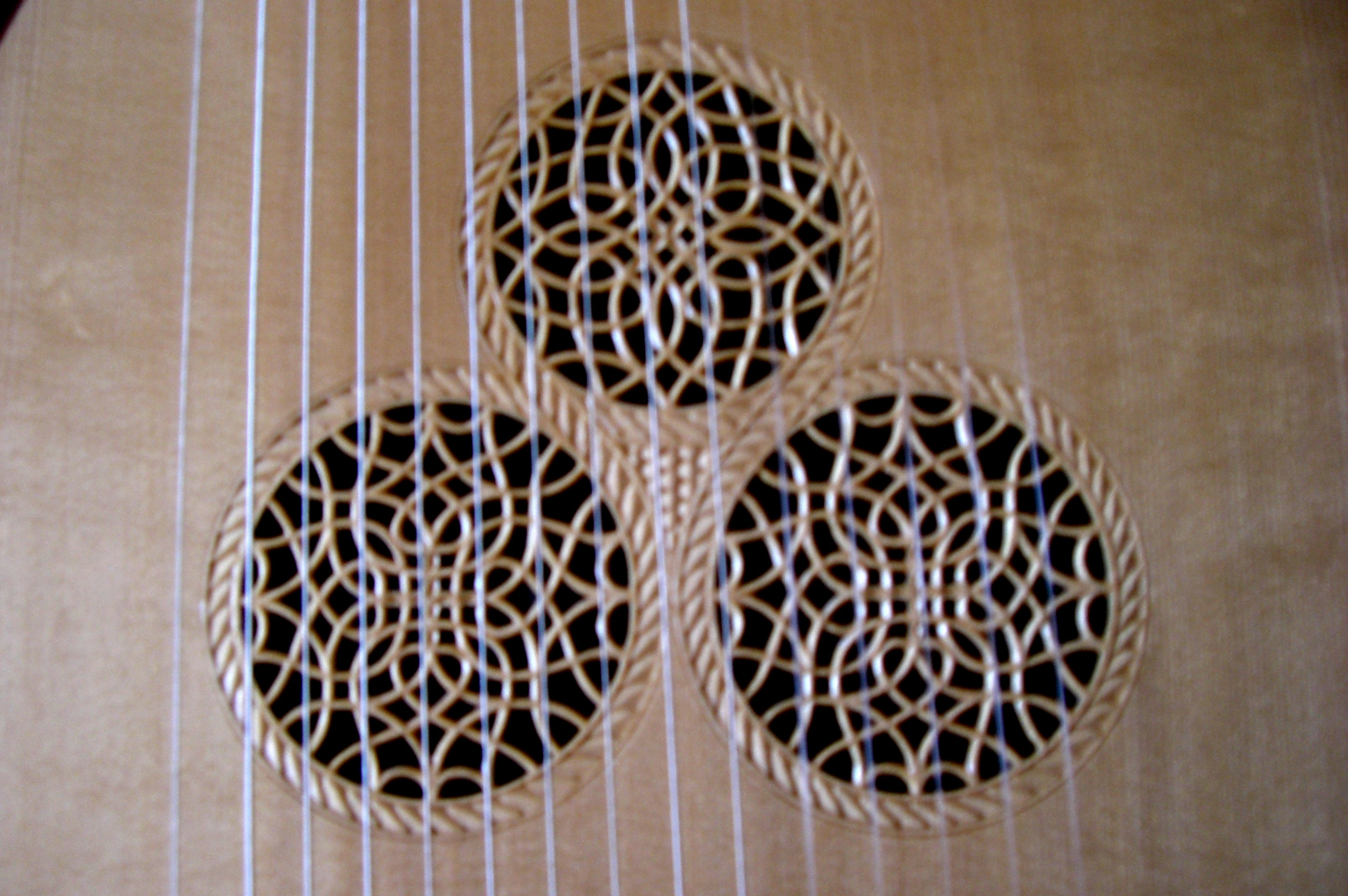
Triple roseta a la taula harmònica d'un llaüt.

La roseta és la decoració del forat que tenen sobre la tapa harmònica la major part d'instruments de corda polsada com ara la guitarra, el llaüt o la Viola de mà. En els instruments del Renaixement i del Barroc era freqüent que la roseta estigués treballada amb una elaborada decoració de marqueteria. No és estrany de trobar llaüts amb una triple roseta.

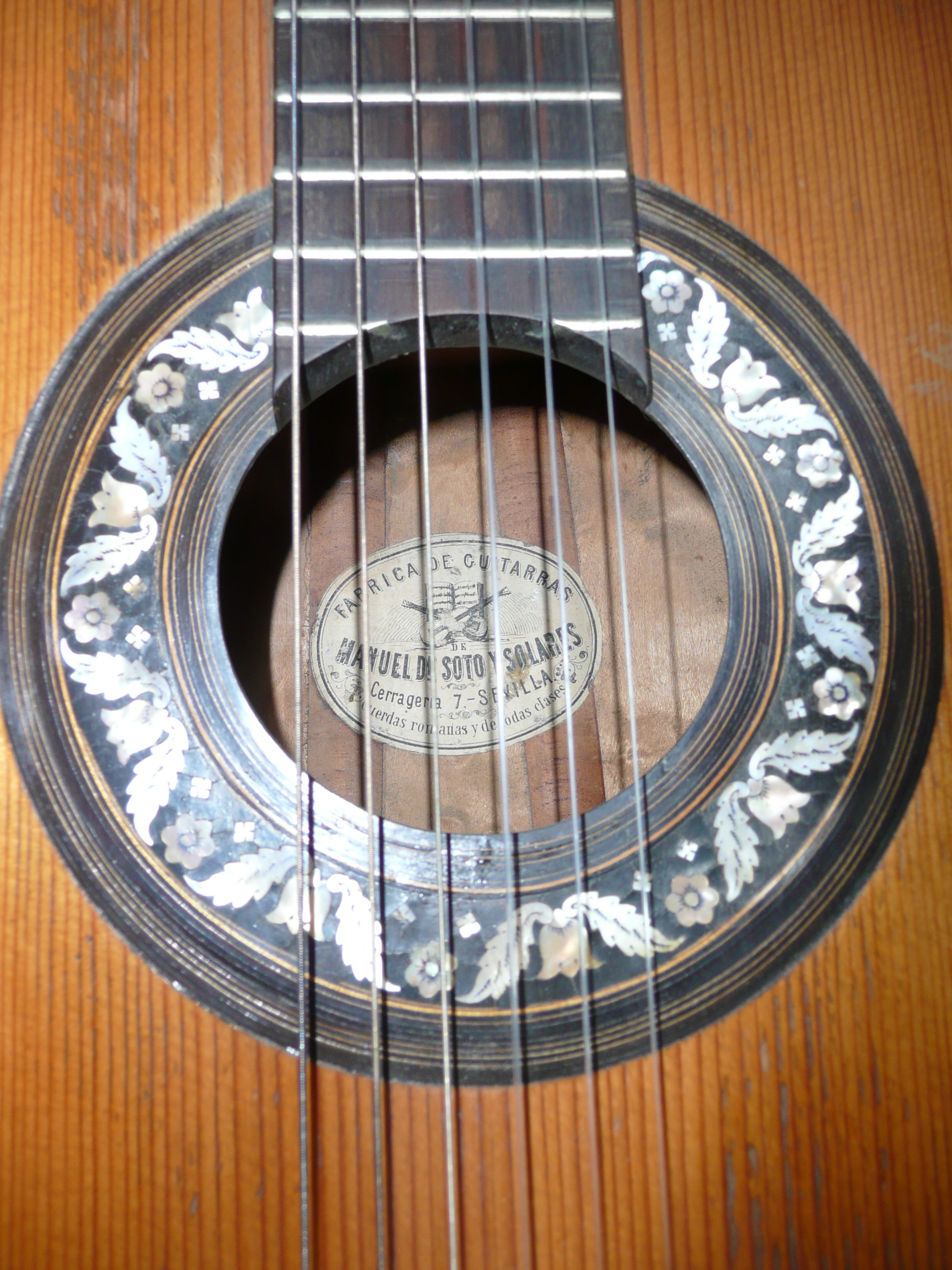
Roseta al voltant de la boca d'una guitarra

Per extensió, la decoració al voltant de les boques de les guitarres modernes també se les anomena rosetes.